# Rebecca Ferguson (actriz)
Rebecca Louisa Ferguson Sundström (Estocolmo, 19 de octubre de 1983), conocida artísticamente como Rebecca Ferguson, es una actriz sueca, reconocida por haber interpretado a Anna Gripenhielm en Nya tider, a Chrissy Eriksson en la serie Ocean Ave, a Elizabeth Woodville en The White Queen, a Jessica Atreides en Dune y por dar vida a Ilsa Faust en las películas Misión: Imposible - Nación Secreta, Misión Imposible - Fallout y Misión imposible: sentencia mortal.

## Biografía
Rebecca es hija de la británica Rosemary Ferguson, tiene tres hermanos y es pariente lejana de la duquesa Sarah Ferguson.
En 1999 se graduó de la Escuela de Música Adolf Fredrik.
Ferguson fue pareja de Ludwig Hallberg, con el que tuvo su primer hijo, Isac Hallberg, en 2007.

## Carrera
En Suecia apareció en un musical de tango y trabajó en varios proyectos de cine-arte.[cita requerida]
Rebecca ha aparecido en la pantalla grande en películas como One-Way Trip to Antibes, la cinta de terror Strandvaskaren y en Vi Alongside Gu.[cita requerida]
En 1999, se unió al elenco principal de la serie Nya tider, donde interpretó a Anna Gripenhielm hasta el 2000.[cita requerida]
En el 2002, apareció como invitada en la serie sueca-estadounidense Ocean Ave, donde interpretó a Chrissy Eriksson.[cita requerida]
En el 2004, apareció en la película de terror Drowning Ghost (El fantasma del lago), donde dio vida a Amanda.[cita requerida]
En 2013 se unió al elenco principal de la serie The White Queen donde interpretó a la reina Elizabeth Woodville, una viuda con dos hijos que termina enamorada y casándose con el rey Edward IV (Max Irons), hasta el final de la serie ese mismo año.
En 2014 interpretó a Ergenia en Hércules, de Brett Ratner.
En el 2015 Rebecca formó parte del elenco principal de la quinta parte de la película Misión: Imposible - Nación Secreta donde interpretó a Ilsa Faust. En agosto del mismo año se anunció que formaría parte de la película The Girl On The Train.

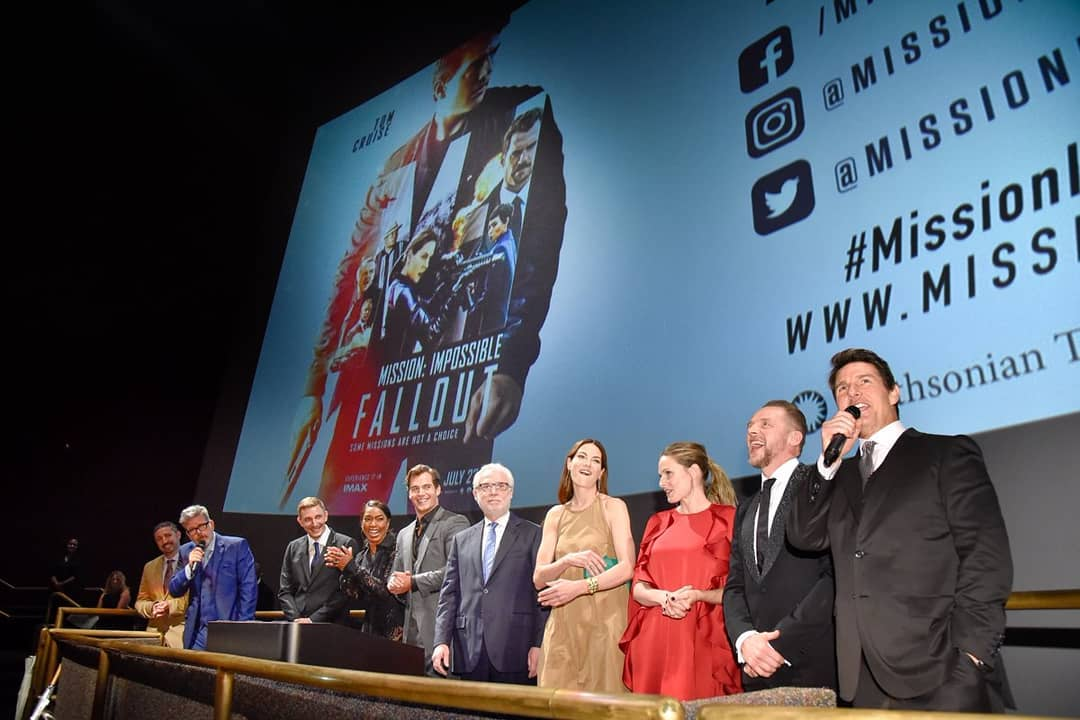
Tom Cruise,Christopher McQuarrie, Rebecca Ferguson, Simon Pegg, Michelle Monaghan, Henry Cavill, Angela Bassett, Frederick Schmidt y Wolf Blitzer en el estreno de Mission: Impossible - Fallout.

En diciembre del mismo año se anunció que Rebecca interpretaría nuevamente a Ilsa en la entrega número seis de la película de "Mission Imposible".
En el 2016 apareció en la película Despite the Falling Snow donde interpretó a la espía Katya / Lauren, enviada a robar secretos del político Alexander (Sam Reid), sin embargo en el transcurso de su misión termina enamorándose de él.
En marzo del mismo año se anunció que Rebecca se había unido al elenco de la película Life, donde compartirá créditos con los actores Ryan Reynolds y Jake Gyllenhaal.
En octubre del mismo año se anunció que se había unido al elenco de The Lady And The Panda donde dará vida a Ruth Harkness.
En el 2017 apareció en la película musical "El gran showman" ("The Greatest Showman" en su versión en inglés) interpretando a Jenny Lind, una cantante de opera de Europa, que es traída a los Estados Unidos por el grandioso P.T. Barnum.
En el 2019 apareció en Doctor Sueño como Rose la Chistera, secuela directa de El resplandor, basada en la novela de Stephen King.

## Filmografía

### Películas
| Año  | Título                             | Personaje                    | Notas                                                                               |
| ---- | ---------------------------------- | ---------------------------- | ----------------------------------------------------------------------------------- |
| 2024 | Dune: parte dos                    | Lady Jessica                 | junto a Timothée Chalamet, Zendaya y Josh Brolin                                    |
| 2023 | Misión imposible: sentencia mortal | Ilsa Faust                   | junto a Tom Cruise, Ving Rhames y Simon Pegg                                        |
| 2021 | Reminiscence                       | Mae                          | junto a Hugh Jackman, Thandiwe Newton y Cliff Curtis                                |
| 2021 | Dune                               | Jessica Atreides             | junto a Timothée Chalamet                                                           |
| 2019 | Doctor Sueño                       | Rose la Chistera             | junto a Ewan McGregor, Kyliegh Curran                                               |
| 2019 | Hombres de negro: Internacional    | Riza                         | junto a Chris Hemsworth, Tessa Thompson y Liam Neeson                               |
| 2019 | Nacido para ser rey                | Morgana                      | junto a Louis Serkis, Tom Taylor y Patrick Stewart                                  |
| 2018 | Mission: Impossible - Fallout      | Ilsa Faust                   | junto a Tom Cruise, Michelle Monaghan y Simon Pegg                                  |
| 2017 | El gran showman                    | Jenny Lind                   | junto a Hugh Jackman, Zac Efron y Michelle Williams                                 |
| 2017 | The Lady and the Panda             | Ruth Harkness                |                                                                                     |
| 2017 | The Snowman                        | Katrine Bratt                | junto a Michael Fassbender, Val Kilmer, J.K. Simmons, Toby Jones y James D'Arcy     |
| 2017 | Life                               | Miranda North                | junto a Jake Gyllenhaal y Ryan Reynolds                                             |
| 2016 | La chica del tren                  | Anna                         | junto a Emily Blunt                                                                 |
| 2016 | Despite the Falling Snow           | Katya/Lauren                 | junto a Charles Dance, Oliver Jackson-Cohen, Trudie Styler, Anthony Head y Sam Reid |
| 2016 | Florence Foster Jenkins            | Kathleen Weatherley Bayfield | junto a Meryl Streep, Simon Helberg y Hugh Grant                                    |
| 2015 | Misión imposible: nación secreta   | Ilsa Faust                   | junto a Tom Cruise, Jeremy Renner y Simon Pegg                                      |
| 2014 | Hércules                           | Ergenia                      | junto a Dwayne Johnson, Ian McShane, John Hurt, Joseph Fiennes y Rufus Sewell       |
| 2013 | Vi                                 | Linda                        | junto a Gustaf Skarsgård, Anna Åström y Sten Ljunggren                              |
| 2011 | En enkel till Antibes              | Maria                        | junto a Sven-Bertil Taube, Dan Ekborg y Malin Morgan                                |
| 2011 | Irresistible                       | Mujer                        | corto - junto a Daniel Goody                                                        |
| 2004 | El fantasma del lago               | Amanda                       | junto a Jesper Salén, Jenny Ulving, Peter Eggers y Daniel Larsson                   |

### Televisión
| Año         | Título                     | Personaje           | Notas                                                                        |
| ----------- | -------------------------- | ------------------- | ---------------------------------------------------------------------------- |
| 2023        | Silo                       | Juliette Nichols    | 8 episodios                                                                  |
| 2014        | The Red Tent               | Dinah               | 2 episodios - miniserie                                                      |
| 2013        | The Vativan                | Olivia Borghese     | Junto a Matthew Goode, Anna Friel, Kyle Chandler, Ewen Bremner y Bruno Ganz. |
| 2013        | The White Queen            | Elizabeth Woodville | 10 episodios                                                                 |
| 2013        | Der Kommissar und das Meer | Jasmine Larsson     | episodio "Der Wolf im Schafspelz"                                            |
| 2008        | Wallander                  | Louise Fredman      | episodio "Sidetracked"                                                       |
| 2002        | Ocean Ave.                 | Chrissy Eriksson    | episodio # 1.5                                                               |
| 1999 - 2000 | Nya tider                  | Anna Gripenhielm    | 54 episodios                                                                 |

## Premios y nominaciones
| Año  | Categoría                                                | Premio                      | Trabajo                            | Resultado | Ref.   |
| ---- | -------------------------------------------------------- | --------------------------- | ---------------------------------- | --------- | ------ |
| 2014 | Mejor actriz en una miniserie o película para televisión | Golden Globes Award         | The White Queen                    | Nominada  | [ 10 ] |
| 2016 | Mejor actriz en una película de acción                   | Critics Choice Awards       | Mission: Impossible – Rogue Nation | Nominada  | [ 11 ] |
| 2022 | Mejor actriz en una película de ciencia ficción/fantasía | Critics Choice Super Awards | Dune                               | Ganadora  | [ 12 ] |